# Dickson Greeting
Dickson Greeting está reconocida como una de las primeras películas de la historia del cine. Dirigida, producida y protagonizada por William Dickson, sólo muestra una imagen de tres segundos en la que él está saludando. Fue filmada el 20 de mayo de 1891 en el estudio de Thomas Edison, en West Orange (Nueva Jersey). Edison colaboró usando su kinetoscopio. 
Dickson continuó dominando el cine durante la década de 1890.